# Лейк-Сіті (Пенсільванія)
Лейк-Сіті (англ. Lake City) — місто (англ. borough) в США, в окрузі Ері штату Пенсільванія. Населення — 2935 осіб (2020).

## Географія
Лейк-Сіті розташований за координатами 42°1′4″ пн. ш. 80°20′47″ зх. д. / 42.01778° пн. ш. 80.34639° зх. д. (42.017727, -80.346301).  За даними Бюро перепису населення США в 2010 році місто мало площу 4,68 км², з яких 4,66 км² — суходіл та 0,02 км² — водойми.

## Демографія
Згідно з переписом 2010 року, у селищі мешкала 3031 особа в 1117 домогосподарствах у складі 821 родини. Густота населення становила 648 осіб/км².  Було 1158 помешкань (247/км²).
Расовий склад населення:
| - 97,0 % — білих - 0,9 % — чорних або афроамериканців - 0,2 % — корінних американців - 0,2 % — азіатів - 0,1 % — вихідців з тихоокеанських островів |

До двох чи більше рас належало 1,1 %. Частка іспаномовних становила 1,3 % від усіх жителів.
За віковим діапазоном населення розподілялося таким чином: 28,9 % — особи молодші 18 років, 60,1 % — особи у віці 18—64 років, 11,0 % — особи у віці 65 років та старші. Медіана віку мешканця становила 35,3 року. На 100 осіб жіночої статі у селищі припадало 93,3 чоловіків;  на 100 жінок у віці від 18 років та старших — 90,6 чоловіків також старших 18 років.
Середній дохід на одне домашнє господарство  становив 58 699 доларів США (медіана — 41 571), а середній дохід на одну сім'ю — 63 508 доларів (медіана — 50 724). Медіана доходів становила 38 625 доларів для чоловіків та 32 456 доларів для жінок. За межею бідності перебувало 12,2 % осіб, у тому числі 21,5 % дітей у віці до 18 років та 6,4 % осіб у віці 65 років та старших.
Цивільне працевлаштоване населення становило 1452 особи. Основні галузі зайнятості: виробництво — 24,3 %, освіта, охорона здоров'я та соціальна допомога — 22,6 %, мистецтво, розваги та відпочинок — 12,6 %, роздрібна торгівля — 9,5 %.